# SOGI

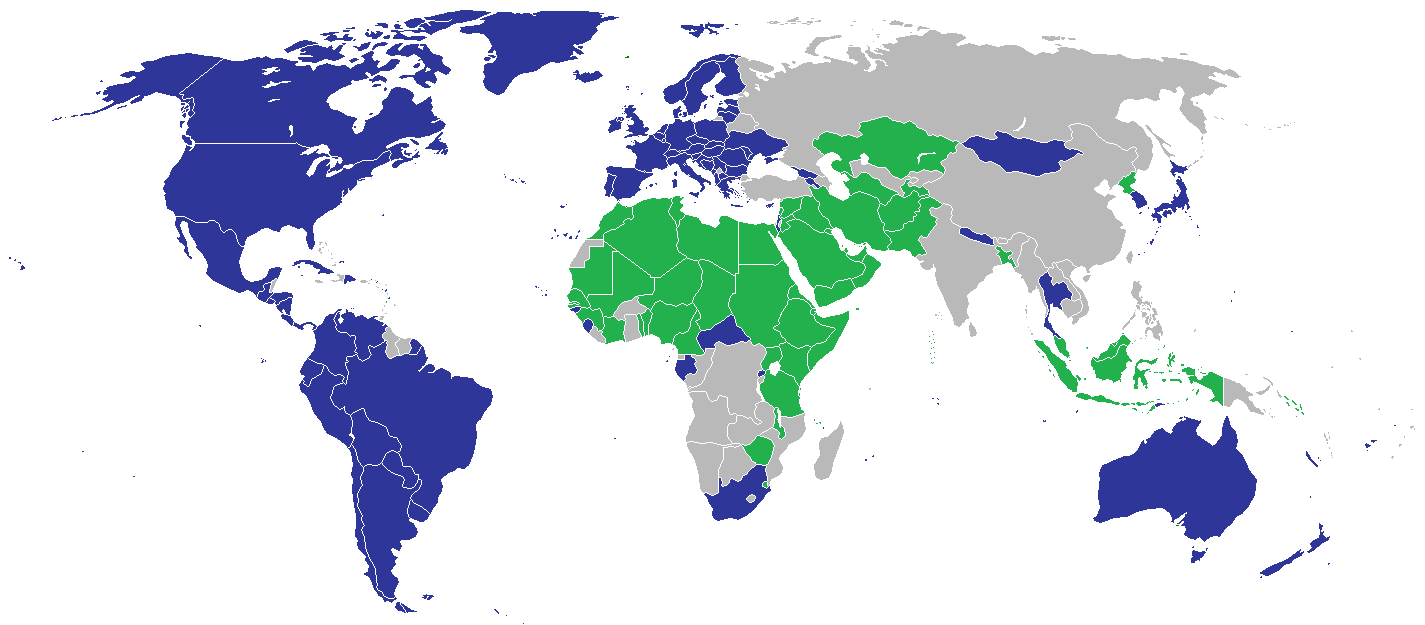
Mapa państw popierających uchwałę ONZ w sprawie orientacji seksualnej i tożsamości płciowej na tle tych, którzy są przeciwni.

SOGI (od ang. Sexual Orientation and Gender Identity, czyli orientacje seksualne i tożsamości płciowe) — termin określający ogół zagadnień i problematyki związany z orientacjami seksualnymi i tożsamościami płciowymi. Także alternatywny termin, obok LGBT, określający osoby ogół osób nie-heteroseksualnych, nie-heteronormatywnych i nie-cispłciowych oraz interpłciowych. Jest to termin preferowany przez niektóre organizacje ze względu na swoją inkluzywność. 